# Resolució 1711 del Consell de Seguretat de les Nacions Unides
La Resolució 1711 del Consell de Seguretat de les Nacions Unides fou adoptada per unanimitat el 29 de setembre de 2006. Després de recordar les resolucions anteriors relatives a la situació a la República Democràtica del Congo, en particular les resolucions 1565 (2004), 1592 (2005), 1596 (2005), 1621 (2005), 1628 (2005) i 1635 (2005), 1671 (2006) i 1693 (2006), i sobre les resolucions 1650 (2005), 1669 (2006) i 1692 (2006) sobre la situació a Burundi i la regió dels Grans Llacs d'Àfrica, el Consell va prorrogar el mandat de la Missió de les Nacions Unides a la República Democràtica del Congo (MONUC) fins al 15 de febrer de 2007.

## Resolució

### Observacions
El preàmbul de la resolució va elogiar els ciutadans de la República Democràtica del Congo que van participar en les eleccions generals el 30 de juliol de 2006, subratllant la seva importància com a fonament de la pau a llarg termini i l'estabilitat al país. A més, el Consell va elogiar la MONUC, el Programa de les Nacions Unides per al Desenvolupament, l'EUFOR RD Congo i els socis d'Àfrica, especialment Sud-àfrica, pel seu paper en el procés electoral. Va subratllar el paper del govern de la República Democràtica del Congo per garantir la seguretat durant el període electoral.
Mentrestant, la resolució va condemnar la violència del 20 d'agost de 2006, entre les forces de seguretat lleials a dos candidats presidencials opositors, així com la continuïtat de les hostilitats per grups militars i estrangers a l'est del país. Va deplorar les violacions dels drets humans i dret internacional humanitari a la República Democràtica del Congo i la necessitat de portar els crims davant la justícia. El flux d'armes il·legals dins del país, en contravenció de les resolucions 1493 (2003) i 1596 (2005) també va ser condemnat.

### Actes
En virtut del Capítol VII la resolució va estendre el mandat de la MONUC fins al 15 de febrer de 2007 en la seua força actual. La redistribució temporal d'un batalló d'infanteria, hospital mèdic i 50 observadors militars de l'Operació de les Nacions Unides a Burundi (UNOB) a la MONUC es va renovar fins al 31 de desembre de 2006. Es va demanar al Secretari General Kofi Annan que prengués mesures per reduir la força addicional el 15 de febrer de 2007. El mandat de la MONUC es revisaria després de la finalització del procés electoral.
El Consell demana a les autoritats congoleses que garanteixin unes eleccions lliures, justes i transparents, on les forces de seguretat han de romandre imparcials a tot arreu. Va reiterar la importància de l'acantonament de les forces de seguretat no policials a la capital Kinshasa. A més, es va instar a les autoritats a abstenir-se d'utilitzar la violència o l'amenaça de l'ús de la força per evitar les eleccions.